# 佐久間理央
佐久間 理央（さくま りお、1997年4月14日 - ）は、新潟県燕市出身のサッカー選手。ポジションはDF。

## クラブ歴
吉田サッカークラブからアルビレックス新潟U-15、アルビレックス新潟U-18と進んだ。斎藤宏太とともに流通経済大学サッカー部に進学した。
2019年12月19日にアルビレックス新潟シンガポールへの加入が発表された。
2021年1月14日にナショナル・ディフェンス・ミニストリーFCに移籍。
2022年1月1日、ゲイラン・インターナショナルFCに加入した。 
2025年6月23日、2024-25シーズン限りでのゲイラン・インターナショナル退団が発表された。

## 代表歴
2013年にU-16代表としてフランス遠征に、2014年にU-17代表としてサニックス杯に参加した。